# Tuba Skinny
Tuba Skinny — традиційний джазовий гурт Нового Орлеана, який сформувався у 2009 році. Їхній дім — Новий Орлеан, штат Луїзіана. У ансамбль Tuba Skinny входять туба, тромбон, корнет, тенор банджо, гітара, вокал, пральна дошка і кларнет, натхненний раннім джазовим та блюзовим музичним мистецтвом 1920-х і 1930-х років. Група виступала на вулицях і сценах по всьому світу, включаючи музичні фестивалі в Мексиці, Швеції, Австралії, Італії, Франції, Швейцарії та Іспанії.